# Бите, Эраст
Эраст Бите (16 февраля 1880 года — 7 февраля 1942 года) — латвийский юрист и политик. Он был министром юстиции Латвии (1926—1927), а также прокурором Латвийского Сената (1924—1926; 1928—1940).

## Биография
Эраст Бите родился 16 февраля 1880 года в Нитаурской волости. Отец Яков был ремесленником, мать звали Анной. В 1903 году закончил Рижскую духовную семинарию, до 1911 года работал в Риге учителем. В 1913 году закончил Юридический факультет Тартуского университета, затем стал помощником присяжного адвоката. Он также работал в Комитете по оказанию помощи беженцам в Балтии, оказывал юридическую помощь беженцам. Бите инициировал создание Демократического блока во время германской оккупации. 1917 г. был избран в Рижскую думу, где был секретарем думы.
Бите был членом Латышской демократической партии, работал в Демократическом блоке, позже — в Народном совете. На заседании 17 ноября 1918 года, где была принята политическая платформа Народного совета, избран президиум совета и решен вопрос об организации временного правительства, Бите избрали секретарем. Во время провозглашения независимости Латвии 18 ноября он зачитал протокол заседания предыдущего дня и временную конституцию. В тот же год Бите назначен мировым судьей. В 1919 году стал членом Рижского окружного суда. В 1920 году избран в Учредительное собрание, где назначен товарищем секретаря, выбран членом трех комиссий. В 1921 году в Рижском окружном суде назначен главой Административного отдела.
Свою будущую жену Зелму (полное имя — Зелма Алисе Доротея Гароза) политик встречает в 1915 году, когда она и родители, будучи беженцами, приезжают в Ригу из Елгавы. Зелма в 14 лет находит работу в канцелярии комитета по оказанию помощи беженцам. Невысокая бойкая девушка из Земгале ежедневно приходит на работу в латышском национальном костюме. В канцелярии она знакомится с Эрастом Бите, но вскоре уезжает в Петроград, чтобы продолжить учебу. В Ригу Зелма возвращается весной 1917 года. После того, как германцы в сентябре занимают город, в квартире Бите происходят тайные встречи Демократического блока. Во время собраний Зелма с сестрой Эраста стоит на улице и наблюдает, чтобы к дому не приближался германский патруль. В 1918 году Зелма работает в Елгаве учительницей, преподает латышским детям. В конце года они с Эрастом обручаются.
Во время большевистской оккупации ее арестовывают и едва не расстреливают. После освобождения девушку выбирают членом Народного совета Латвии. Но происходит новая смена власти — Временное правительство Карлиса Улманиса германцы свергают и создают покорное себе правительство во главе с Андриевсом Ниедрой. На этот раз незадолго до запланированной свадьбы арестовывают жениха.
После освобождения Эраста можно играть свадьбу, но вскоре следует новый арест. После Цесисской битвы, в которой объединенные латышско-эстонские силы разбивают германцев, правительство Ниедры самоликвидируется, политические заключенные выходят на свободу. В Лиепае власть перенимают русские подразделения под командованием лояльного Латышскому временному правительству светлейшего князя Анатолия Павловича Ливена. После проведенных на судне «Саратов» 2,5 месяцев на берег сходит Карлис Улманис со своим правительством. Его триумфальное возвращение в Ригу следует 8 июля 1919 года, и вместе с правительством на «Саратове» в латвийскую столицу прибывает и чета Бите.
Незадолго до начала бермонтиады в Риге создается Латышский женский корпус помощи, и Зелма становится одним из его первых членов. Эта организация должна поддерживать работу армии в тылу, организуя питание солдат, изготовление одежды и белья, заботу о раненых и так далее. Во время бермонтиады Зелма попадает под вражеский обстрел. В конце Латвийской войны за независимость Зелма Бите работает и в Американском комитете помощи, который обеспечивает жителей Латвии продуктами питания.
В 1924 г. стал прокурором Сената Латвии. Он занимал эту должность до 7 мая 1926 года, когда стал министром юстиции в правительстве Артура Альберингса. Он остался на своем посту в следующем Кабинете министров, который возглавил Маргер Скуениекс. В 1928 г. Бите вернулся на должность прокурора Сената Латвии.
Награжден Орденом Трех Звезд III степени, Памятным знаком Освободительной войны Латвии и медалью в честь 10-летнего юбилея освободительных боёв. Бите депортировали 14 июня 1941 года, его арестовали и отправили в колонию Усольлага Молотовского района. Бите умер 7 февраля 1942 года.